# Jaque (armure)

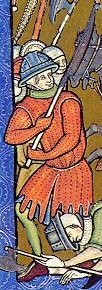
Représentation du XIIIe siècle d'un jaque (Bible de Maciejowski, fol. 10r).

Un jaque (ou jacque, gambison, Pourpoint voire une jaque, voir doublet armant suivant les auteurs) est un terme englobant plusieurs vêtement matelassé, ou multicouche, destiné à servir de protection lors d’un combat. Il peut être porté seul ou associé à une autre défense (cotte à armer). Les noms de ces différents vêtements sont, en général, associés à une classification moderne et ne correspondent pas aux noms donnés à l’époque de leurs usages.

## Ancienneté
Ce type de défense est très ancien, attesté dès l'antiquité grecque.
À la fin du Ve siècle av. J.-C. les champs de bataille grecs furent dominés par les hoplites, mais au siècle suivant les armées se sont professionnalisées, avec un apport massif de mercenaires et un allongement des campagnes, passant de quelques semaines à quelques mois voire quelques années. Les soldats devant voyager loin, ce qui pose des problèmes de poids des cuirasses, de réparation du matériel et de gêne durant les marches, ont rapidement préféré une défense constituée de plusieurs couches de lin superposées.

## Description

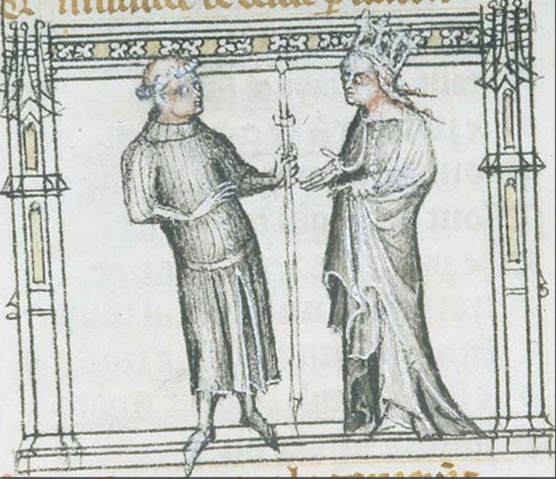
pourpoint des années 1340. Morgan Library, M.772

Ce vêtement était porté par les hommes d'armes le plus souvent sous le haubert de mailles du XIIe au XIVe siècle. Le gambison était fait de peau ou de plusieurs couches d'étoffe. Il était rembourré de filasse ou de coton et piqué. Il y avait des gambisons qui n'étaient que des justaucorps à manches; d'autres qui descendaient jusqu'aux genoux. Pendant le cours du XIIe siècle, la forme et la façon des gambisons se modifient peu et ils sont généralement alors ouverts sur le devant afin de permettre d'endosser ce vêtement très rapidement. Vers fin du XIIe siècle, il est souvent fortement rembourré aux épaules, taillé en rond au-dessous du ventre et bouclé sur le devant. Les manches sont serrées, piquées en long et boutonnées du coude au poignet.
Les gambison continuent à suivre ce modèle jusqu'au XIVe siècle ou les artisans fabriquent des modèles plus taillés et sinueux. Ces évolutions mènent à l'habit qu'on appelle le "pourpoint" aujourd'hui. Il s'agit d'un vêtement destiné à préparer le corps pour le port du plastron inventé à la fin du XIVe siècle; au même temps que l'apparition de cette nouvelle forme,. C'est pendant ce siècle que le pourpoint passe d'un habit purement militaire à un élément de la mode courtoise,. 
Au XVe siècle, le pourpoint change à nouveau passant d'un vêtement boutonné, rembourré et piqué à un vêtement fermé par des lacés, moins matelassé et qui n'est pas piqué; Le doublet. En effet, le doublet; aussi appelé pourpoint à l'époque,; cesse d'être de l'armure et commence surtout à être porté sous l'armure ou sous les vêtements pour créer la silhouette de l'époque. l'exception est la Jaque qui est rembourré et piquée afin d' être utilisée comme armure.

## Durée d’utilisation
À la fin du XIXe siècle, des militaires anglais eurent de très mauvaises surprises lorsqu’ils durent se battre en corps à corps contre des guerriers soudanais protégés par des robes de coton molletonné par de la bourre de coton brute. 
Au début du XXe siècle, il y eut plusieurs essais de construction de gilets « pare-balles » constitués de nombreuses couches de soie superposées. En général, c’était très efficace contre les couteaux et relativement efficace contre les coups de sabre et les armes de poing. Des essais démontrent que des gilets en soie d'araignées sont très efficaces.
Actuellement, les gilets «pare-balles» légers sont souvent constitués de nombreuses couches de tissu synthétique (kevlar par exemple). Les gilets pare-balles utilisés par les militaires sont quant à eux des gilets tactiques emportant de lourdes plaques d'acier ou de céramique.

## Aire de diffusion
Ce type de protection fut quasi universel. On le trouve dans l’Europe, depuis l’Antiquité, en Chine, en Inde dans la plus grande partie de l’Afrique et jusqu’en Amérique du Sud (les Mayas et les Incas en utilisaient une version).

## Efficacité
Relativement efficaces contre les chocs, les jaques pouvaient aussi être efficaces contre les armes tranchantes et les flèches. Tout dépendait de l'épaisseur et de l'assemblage des composants de la défense (au XVe siècle des jaques d'archers pouvaient facilement atteindre les dix kilogrammes).
Louis XI a essayé d’en réglementer (ordonnance royale) la fabrication pour les francs-archers (afin de remplacer les broignes) « de peaux de cerf ». Dans son ordonnance il est dit qu'il «n'a jamais été vu une demi-douzaine d'hommes tués par des coups de poignards ou des blessures dues à des flèches avec de tels jaques.»
En 1483, les soldats du duc de Gloucester sont décrits comme portant «Des tuniques confortables rembourrées d'étoupe. Ils disent que plus les tuniques sont souples, plus elles résistent à l'impact des flèches et de l'épée, et que par ailleurs elles sont plus légères en été et plus pratiques en hiver que le fer.»
Sous une défense métallique (cotte de mailles, broigne, corselet d’armure), les jaques permettait d’amortir les chocs, et protégeait des flèches (au XVe siècle une flèche ne pouvait pas pénétrer de plus d'un centimètre une armure doublée d’un bon gambison).
Nota : Les citations sont extraites de La Vie quotidienne au XVe siècle, édition Heimdal.
Une traduction différente de la même ordonnance sera citée dans la partie fabrication et entretien.

## Fabrication et entretien
Extrait d'un mémoire annoté de Louis XI concernant la fabrication des jaques pour les francs-archers:
«Leur faut les jaques de trente toiles d'épaisseur ou, pour le moins, de vingt-cinq, avec un cuir de cerf. Les toiles claires et à demi usées sont les meilleures. Et doivent lesdits jaques être de quatre pièces; et faut que les manches soient fortes comme le corps. Et doit être l'emmanchure grande, pour que la manche prenne près du collet et non pas sur l'os de l'épaule; aussi que le jaque soit large sous l'aisselle et bien fourni. Que le collet ne soit pas trop haut derrière pour l'amour de la salade (c’est-à-dire de manière à ne pas empêcher le jeu de la partie postérieure du casque). Il faut que le jaque soit lacé devant, avec une pièce sous l'endroit qui lace. Pour l'aisance du dit jaque, il faudra que l'homme ait un pourpoint sans manches ni collet, de l'épaisseur de deux toiles seulement, et qui n'aura que quatre doigts de large sur l'épaule; auquel pourpoint il attachera ses chausses. De cette façon il flottera dedans son jaque et sera à son aise, car on ne vit jamais tuer personne à coups de main ni de flèche dedans un pareil jaque.»
On notera la différence dans la traduction par rapport à l'extrait précédent.
Les jaques étaient construits avec les produits courants sur place, tissu de coton, de lin, de soie, de laine, feutre, cuir, etc. Pour les bourres: laine, coton, lin, crin de chevaux et poils d'animaux, etc.
Il n'est donc pas possible de donner une «recette» universelle.
En général, les jaques étaient réalisés par des professionnels. En effet, même s’ils sont plus faciles à réaliser que les broignes, cottes de mailles ou armures, ils demandent un savoir-faire pour garder les qualités recherchées qui sont:
- la solidité: elle dépend du type de couture, des tissus, du rembourrage et de la forme du jaque. Par exemple, les jaques rembourrés étaient très compartimentés, de sorte qu'une coupure ne vide pas le jaque de la totalité de son rembourrage ;
- la souplesse: elle dépend des tissus, des bourres et de la manière dont l'ensemble est assemblé. Elle varie dans le temps suivant la manière dont le jaque est utilisé et entretenu (les bourres se tassent à l'usage, les tissus peuvent se resserrer au lavage ou au mouillage, etc.) ;
- le poids: les paramètres sont les mêmes que pour la solidité. Pour le même type de jaque, réalisé avec le même type de matière, le poids est fonction de la solidité;
- le confort: gêne dans les mouvements(emmanchure de type "grand assiette[3],[2]" décrite par Louis XI ") , la chaleur en été (très gros problème), l'étanchéité (un jaque de coton de dix kilogrammes peut très bien doubler son poids s’il est mouillé, sans parler du problème du séchage surtout par temps froid);
- l'entretien: réparation (en général à la portée de tout soldat), entretien (problème du lavage et surtout du séchage);
- le prix: de qualité grossière, les jaques étaient en général d'un prix modéré par rapport à ses concurrents.

## Utilisation
Les jaques furent de tous temps utilisés seuls.
Ils furent aussi couramment utilisés en dessous d’une autre défense. Pour ce faire, ils furent très souvent adaptés. Par exemple, nous nommons cotte à armer des jaques légers portés sous une défense métallique, dont le but principal était d’amortir les chocs et de maintenir en place la défense métallique (à l’aide de lacets et boutons cousus sur la cotte). Il pouvait aussi être renforcés par des pièces métalliques cousues (tels les «goussets» de mailles des gambisons d'armures des XVe et XVIe siècles.
En fait, à partir d’un certain nombre d’adaptations, les jaques perdaient souvent leurs caractéristiques pour devenir des défenses bâtardes, au vu des classifications actuelles. Par exemple, on trouvait de nombreuses broignes matelassées intérieurement.

## Modèles particuliers

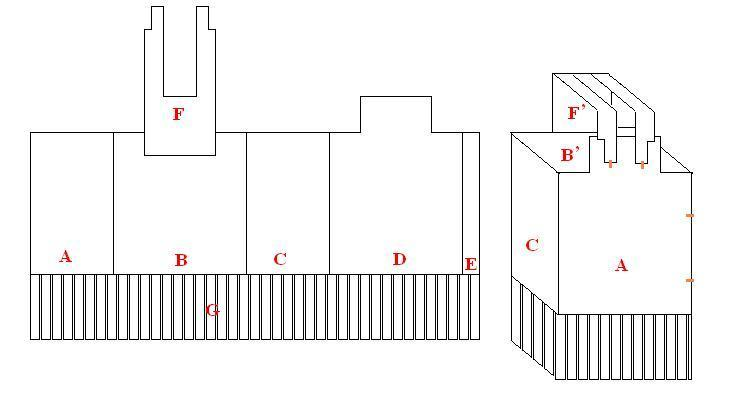
Grèce antique : les linothorax, Jaques ou broignes à base 15 à 30 couches de tissus de lin, se diffusent fin du Ve siècle av. J.-C. .
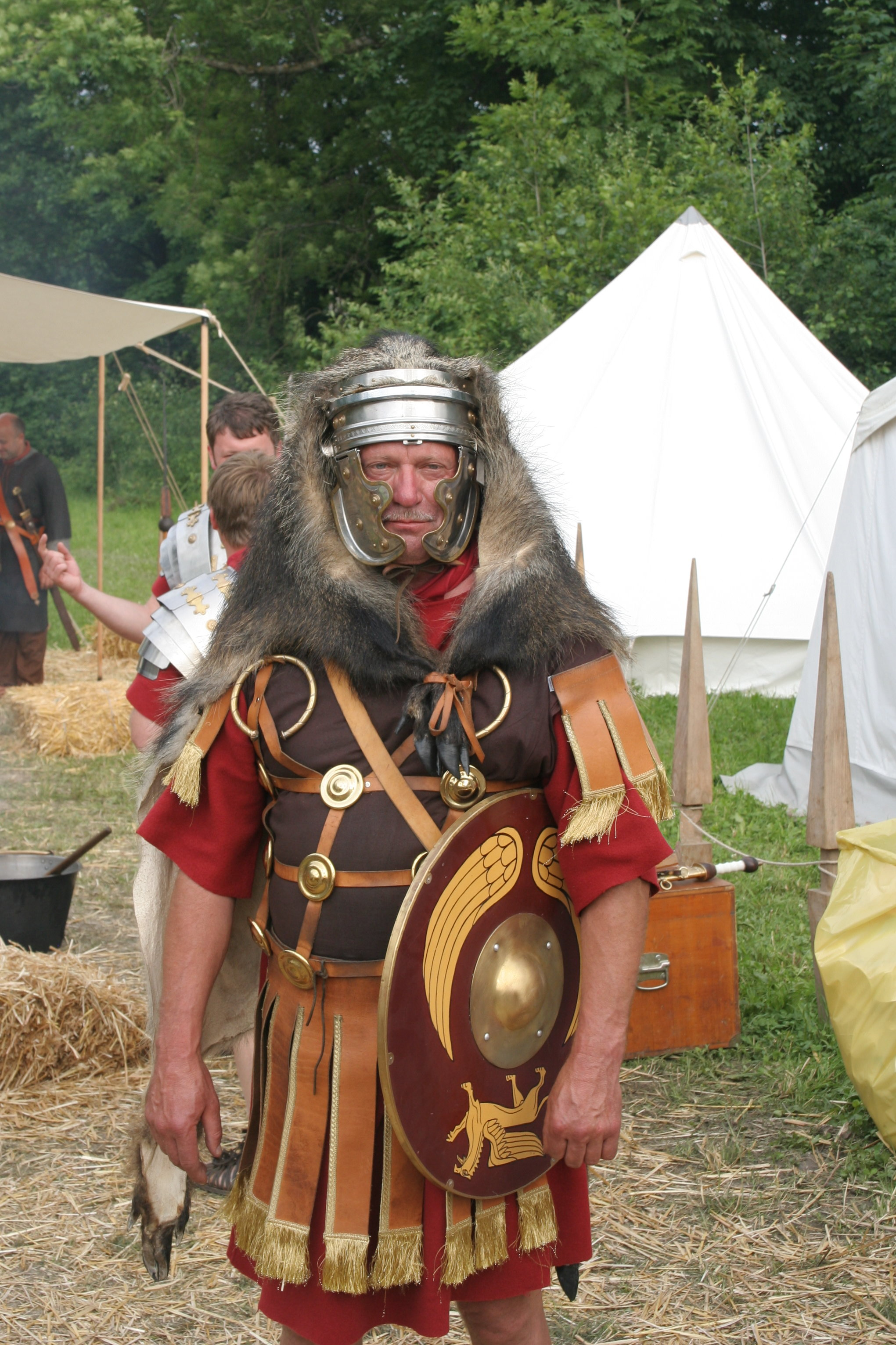
Aquilifer romain en subarmalis.
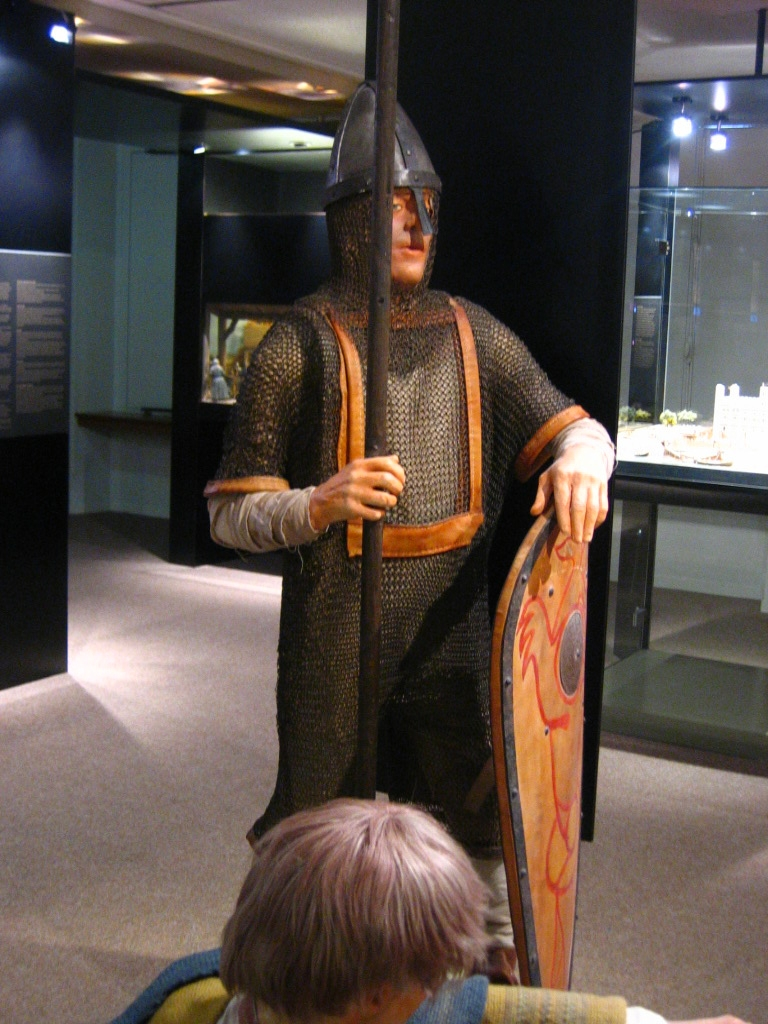
Jaque du XIe siècle : reconstitution d'après la tapisserie de Bayeux.
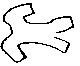
Glyphe ichcahuipilli d'après le codex Xolotl.